# Kamienica przy ulicy Kazimierza Brodzińskiego 1 w Krakowie
Kamienica przy ulicy Kazimierza Brodzińskiego 1 – zabytkowa kamienica znajdująca się w Krakowie przy ulicy Kazimierza Brodzińskiego 1 na rogu z ulicą Staromostową, w Podgórzu.
Kamienica została wzniesiona w XVIII wieku. W XIX wieku została przebudowana.
26 marca 1968 kamienica została wpisana do rejestru zabytków. Znajduje się także w gminnej ewidencji zabytków.